# Улица Зенцова (Уфа)
Улица Зенцова в Уфе расположена в Ленинском и Кировском районах города, пролегает с юга на север от улицы Пушкина до улицы Дзержинского.

## История
Изначальное название улицы было Вавиловская в честь уфимских дворян Вавиловых, известных в Уфе с XVI в. После Октябрьской революции 1917 г. улица была переименована и стала называться Ленинской, а в 1937 г. её снова переименовали в честь уфимского революционера Петра Ивановича Зенцова. Улицей Ленина стала называться прежняя Центральная улица.
Ныне улице Зенцова — тихая, окраинная и малолюдная улица, отделённая от остального города заводскими корпусами.
На улице Зенцова сохранился ряд старинных домов:
- Дом С. С. Тикунова (Зенцова, 38)
- Дом-школа при Вознесенской церкви (Зенцова, 49)
- Дом М. Н. Столова (Зенцова, 55)
- Дом Жданова, дом Полозовой (Зенцова, 61)
- Сергеевская баня (Зенцова, 75)
- Доходные дома С. Ф. Савельева (Зенцова, 77 и 85)
- Пивоваренный завод А. Ф. фон Вакано (Зенцова, 93)